# Andropogon tectorum
Andropogon tectorum là một loài thực vật có hoa trong họ Hòa thảo. Loài này được Schumach. & Thonn. mô tả khoa học đầu tiên năm 1827.